# Tiedonglu
Tiedonglu (kinesiska: 铁东路, 铁东路街道) är ett stadsdelsdistrikt i Kina. Det ligger i storstadsområdet Tianjin, i den norra delen av landet, nära eller i stadens centrum. Antalet invånare är 73 722. Befolkningen består av 34 557 kvinnor och 39 165 män. Barn under 15 år utgör 6,0 %, vuxna 15-64 år 81 %, och äldre över 65 år 11,0 %.